# قدس الأقداس

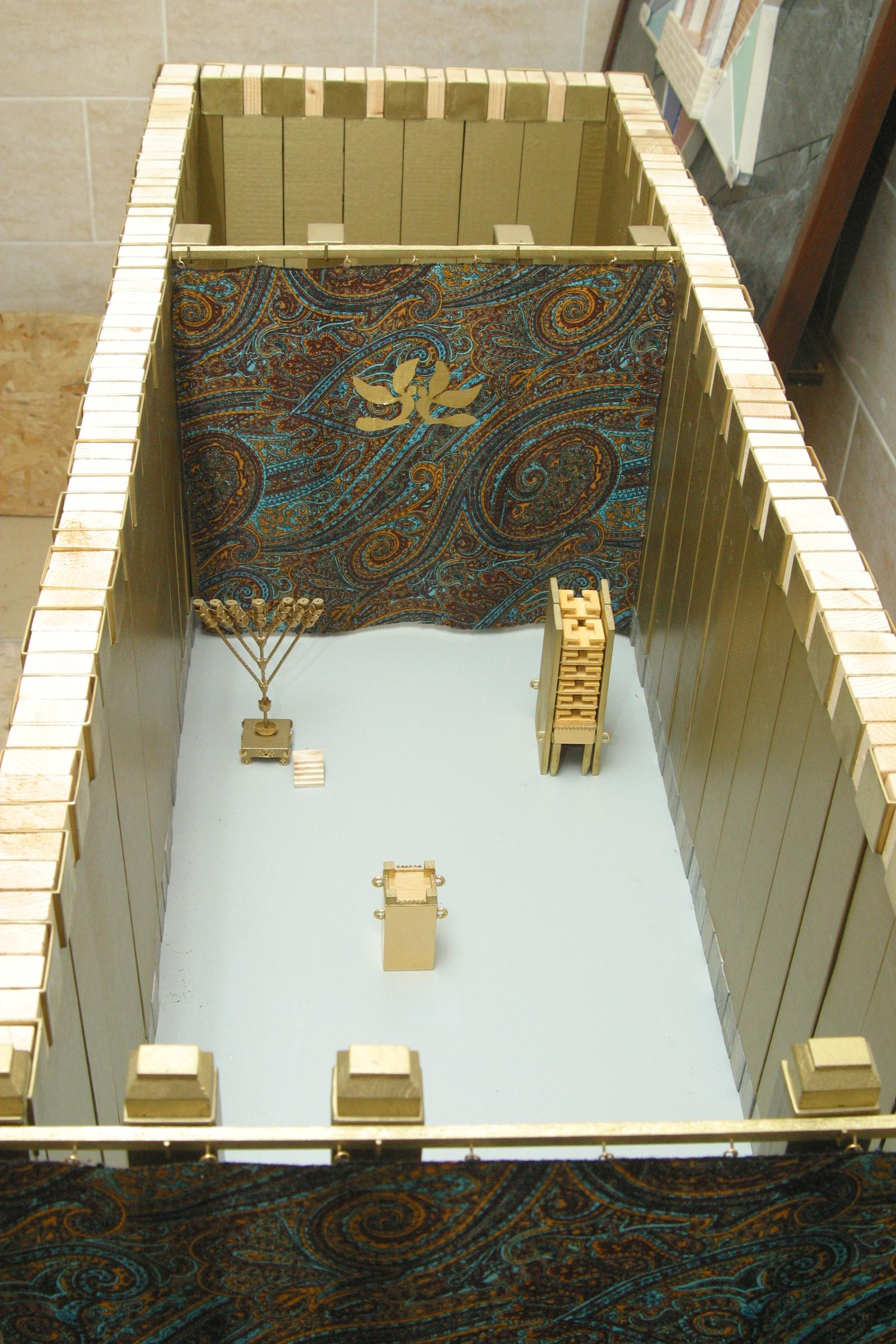
نموذج للخيمة يُظهر المكان المقدس، وخلفه قدس الأقداس

قدس الأقداس (بالعبرية: קודש הקודשים) هو المكان الموجود في المعبد والذي يحوي بداخله خزانة التوراة، يُذكر المصطلح في الكتاب المقدس العبري ويشير إلى الحرم الداخلي لخيمة الاجتماع. وفقا للتقاليد اليهودية يتكون قدس الأقداس من أربعة أعمدة مفصول بستار داخل الحرم، والستار زيَّنه اثنين من الكروبيم، يُسمح للكاهن الأعظم فقط بدخوله. كان قدس الأقداس يحتوي على تابوت العهد، والذي احتوى على الوصايا العشر التي أعطاها الرب لموسى على جبل سيناء. بنى الملك سليمان الهيكل في القدس، حيث كان من المفترض حفظ تابوت العهد.
ربطت الحملات الصليبية قدس الأقداس ببئر الأرواح، وادعت أنه يقع تحت الصخرة الأساسية بمسجد قبة الصخرة.

## في اليهودية القديمة
يُعتقد أن حجر المجدلية المنحوت يُصوّر عليه شكل قدس الأقداس قبل تدمير الهيكل عام 70.

## في اليهودية الحاخامية

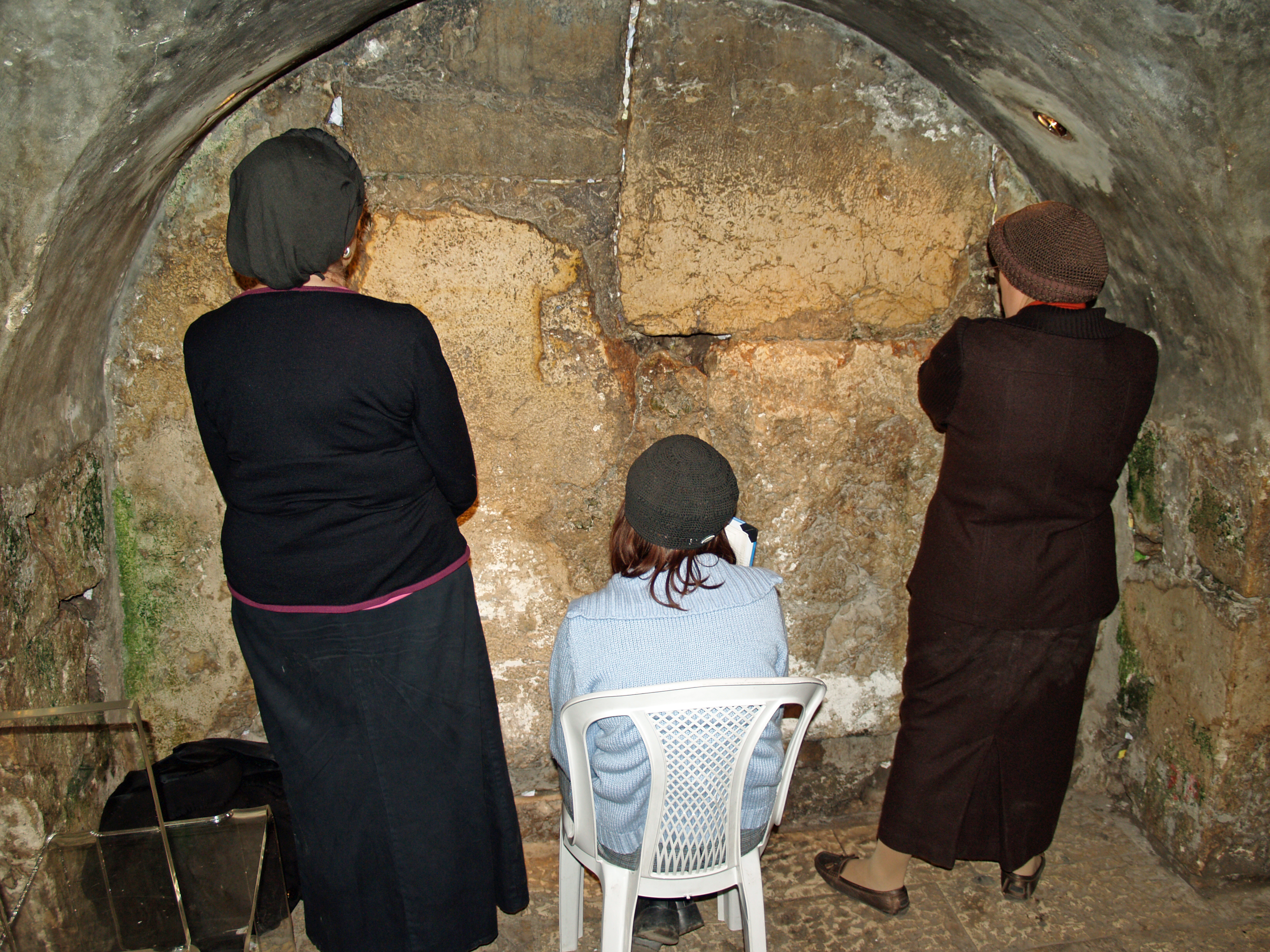
صلاة النساء في النفق في أقرب نقطة مادية غير خاضعة للوقف الإسلامي إلى قدس الأقداس

تعتقد اليهودية التقليدية أن موقع قدس الأقداس كان على جبل الهيكل (جبل موريا)، وأن يحتفظ ببعض أو كل قداسته الأصلية والتي يُراد استخدامها في الهيكل الثالث في المستقبل. لكن الموقع الدقيق له هو موضوع نزاع.
تعتبر اليهودية التقليدية قدس الأقداس كمكان يسكن فيه وجود الرب. ويقدم التلمود أوصافًا مفصلة للهندسة المعمارية والتخطيط له. كما يصف الطقوس التي يؤديها رئيس الكهنة، أثناء الطقوس ينطق الكاهن الأعظم اسم يهوه بصوت عال،ثم يسجد الناس على الأرض تمامًا. بحسب التلمود يكون وجه رئيس الكهنة عند خروجه من قدس الأقداس مشعًا.
الدخول إلى قدس الأقداس مقصور على رئيس الكهنة فقط في يوم الغفران، لكن يقترح التلمود أنه قد يُسمَح لطواقم الإصلاح بالداخل حسب الحاجة.

### عمارة الكنيس
تعتبر اليهودية تابوت التوراة مكانًا في أي كنيس يُحفظ فيه مخطوطات التوراة، كقدس مصغر لقدس الأقداس.

### الموقع الحديث
إن الموقع الدقيق لقدس الأقداس هو قضية مثيرة للجدل، هناك ثلاث نظريات إسرائيلية رئيسية حول مكان المعبد: إما أنه يقع مكان قبة الصخرة الآن (وهي جزء من المسجد الأقصى)، أو إلى الشمال من قبة الصخرة، أو إلى الشرق من قبة الصخرة مكان مصلى باب الرحمة الآن. من الواضح أن موقع الهيكل مرتبط بموقع قدس الأقداس. جاء في التلمود أن قدس الأقداس كان يحاذي بشكل مباشر البوابة الذهبية، أي أن موقعه قليلاً إلى الشمال من قبة الصخرة حسب الافتراض الثاني.
ربط الصليبيون قدس الأقداس مع بئر الأرواح الذي تقع تحت حجر الأساس لقبة الصخرة. يتجنب بعض اليهود الأرثوذكس اليوم الصعود إلى الحرم القدسي تمامًا، حتى لا يطأوا بالخطأ أحد الأماكن المقدسة الممنوع دخولها. بينما تسمح بعض السلطات اليهودية الأرثوذكسية لليهود بزيارة أجزاء من جبل الهيكل المعروف أنها ليست في أي مكان بالقرب من أي منطقة مقدسة.